# Bundesautobahn 654
Pour les articles homonymes, voir A654.
La Bundesautobahn 654 était le projet d'une Bundesautobahn dans les Länder de Rhénanie-Palatinat et de Bade-Wurtemberg.

## Histoire
Après l'abandon dans les années 1980 du projet de poursuivre la construction de la Bundesautobahn 8 à travers la forêt palatine, seule la rocade sud de Karlsruhe reste sous le nom d'A 654 avant d'être également rejetée. Elle devait mener sur un tracé identique à partir de la Bundesautobahn 65, actuellement en projet, par un pont sur le Rhin et être reliée à la Bundesautobahn 5 à Malsch.